# Castel Ritaldi
Castel Ritaldi es una localidad italiana de la provincia de Perugia, región de Umbría, con 3.258 habitantes.

## Evolución demográfica
| Gráfica de evolución demográfica de Castel Ritaldi entre 1861 y 2001 |
|                                                                      |
| Fuente ISTAT - Elaboración gráfica por parte de Wikipedia            |